# Sneeuwfrees

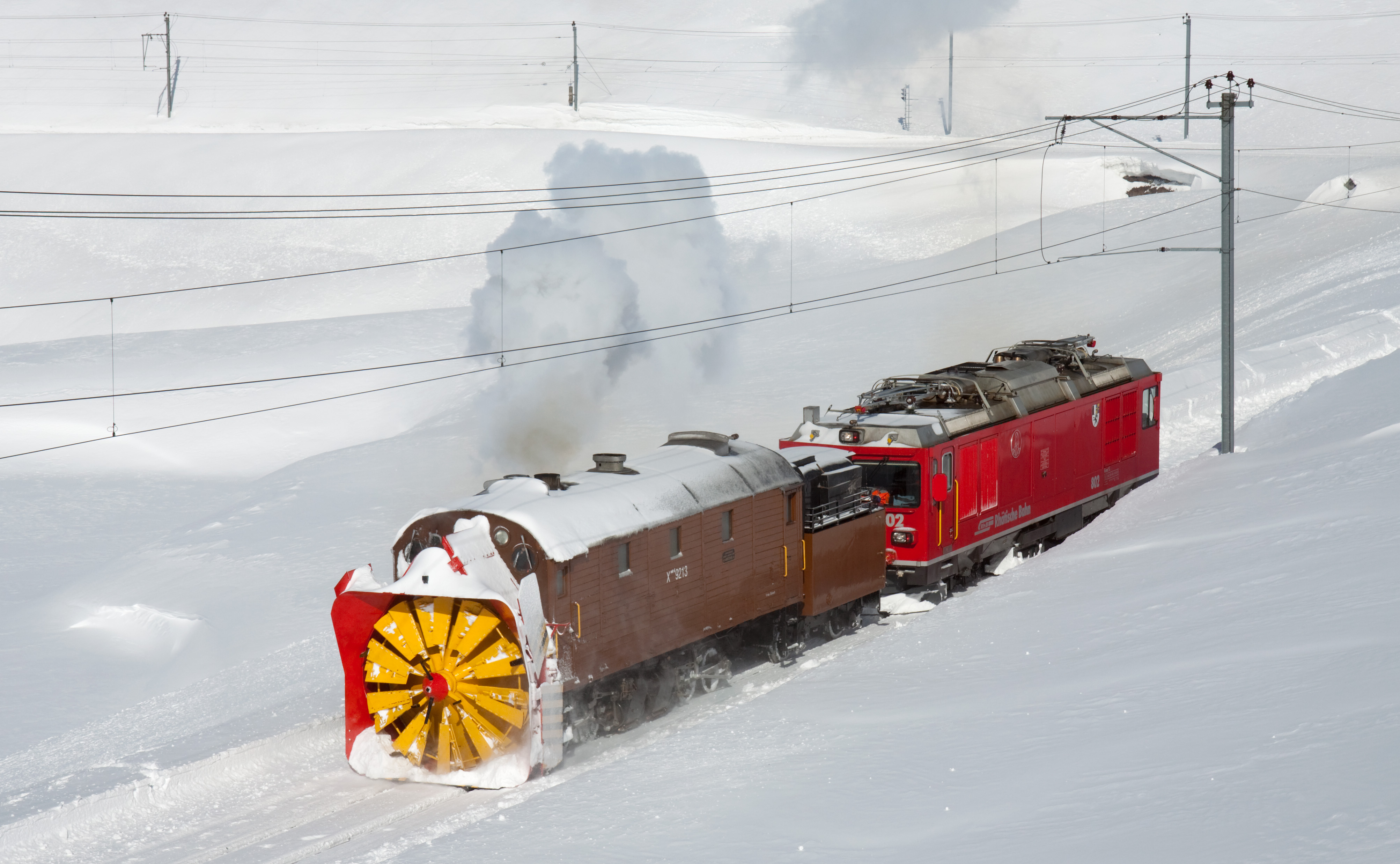
De Xrot d is een sneeuwfrees van de RhB die op de Berninabahn wordt gebruikt.

Een sneeuwfrees is een instrument dat door verschillende spoorwegmaatschappijen gebruikt wordt om sneeuwoverlast te bestrijden. Het is een instrument dat gekenmerkt wordt door een grote veelbladige rotor die zich vooraan bevindt en die de sneeuw wegmaalt van het tegemoetkomende spoor. Een sneeuwfrees verschilt van de driehoekige traditionele sneeuwploegen, die voor aan locomotieven bevestigd worden. Hij is anders dan de sneeuwploeg; deze duwen de sneeuw naast de sporen, hetgeen voor niet al te grote hoeveelheden sneeuw afdoende is. Bij zeer grote hoeveelheden sneeuw werkt deze methode echter niet; er ligt dan te veel sneeuw om weg te duwen. De sneeuwfrees biedt dan uitkomst.

## Geschiedenis
De sneeuwfrees is in 1869 uitgevonden door de Canadese tandarts J.W. Elliott, alhoewel deze nooit een werkend prototype heeft weten te bouwen. Zijn ontwerpen werden overgenomen door een andere Canadees, Orange Jull, die prototypes bouwde die met zand getest werden. Het eerste exemplaar werd in de winter van 1883-1884 gebouwd door de gebroeders Leslie, die de ontwerpen van Jull hadden gekocht. Zij richtten vervolgens de Rotary Steam Shovel Manufacturing Company op, en vestigden zich in Paterson. Het bedrijf groeide vervolgens uit tot wereldmarktleider in de stoomsneeuwfreessector.

## Werking

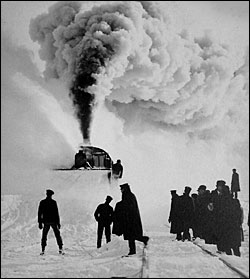
Een stoomsneeuwfrees in actie bij New Ulm.

Als er zoveel sneeuw ligt dat deze niet door een traditionele sneeuwploeg kan worden weggewerkt halen de spoorwegen hun sneeuwfrees erbij. Een sneeuwfrees is meestal geïnstalleerd op een rijtuig dat niet zelfaangedreven is, deze zal dus geduwd moeten worden door een of meer locomotieven. Een motor in het rijtuig waar de frees op bevestigd is drijft de rotor aan. De bladen malen de sneeuw weg en forceren het door een soort grote buis die net achter de rotor bevestigd is die uitkomt op een uitgangsluik boven op het rotorhuis. Het luik kan zo ingesteld worden dat de sneeuw ter linker- of rechterzijde van het spoor wordt uitgeworpen.